# Bruce Arena
Bruce Arena (Brooklyn, 21 settembre 1951) è un allenatore di calcio statunitense, tecnico del S.J. Earthquakes.

## Biografia
Arena ha origini italiane. I nonni paterni lasciarono Alicudi per trapiantarsi a Brooklyn durante il XX secolo; anche i nonni materni erano siciliani.

## Carriera
Nel 1976 Arena diventa allenatore di lacrosse dell'Università di Puget Sound, dello stato di Washington, svolgendo contemporaneamente l'incarico di assistente allenatore della squadra di calcio. Nel 1978 abbandona definitivamente il lacrosse scegliendo il calcio, accordandosi con l'Università della Virginia che gli offre il posto di capo- allenatore. Per 18 anni guida la formazione universitaria, vincendo tre titoli nazionali nel 1989, 1991 e 1994. Nel 1996 viene chiamato nel mondo professionistico dai DC United, squadra della capitale, con cui vince due titoli nazionali nel 1996 e nel 1997. Nello stesso anno gli viene anche affidata la guida della nazionale under 23, con la quale partecipa alle Olimpiadi di Atlanta (1996).
Nel 1998, dopo aver conquistato la Coppa dei Campioni della CONCACAF e la Coppa Interamericana, viene chiamato alla guida della squadra nazionale statunitense. Sotto la sua guida la nazionale centra vittorie di prestigio (Argentina e Germania fra le vittime illustri) e, soprattutto, la qualificazione ai quarti di finale del Mondiale nippo-coreano del 2002. Anche nell'ultimo quadriennio i risultati della nazionale si confermano di livello molto alto, come attestano la qualificazione ai mondiali di Germania (con Arena primo tecnico della storia a partecipare a 2 mondiali con gli Stati Uniti) e il raggiungimento dell'8º posto nel Ranking mondiale per nazionali stilato dalla FIFA. Con 71 vittorie nell'arco della sua gestione, è attualmente il commissario tecnico di maggior successo nella storia della nazionale statunitense. Alla fine del 2006, alla scadenza del contratto, la federazione statunitense decide di non rinnovare la collaborazione con Arena, preferendo assumere Bob Bradley come nuovo coach.
Il 18 luglio viene nominato nuovo tecnico e direttore sportivo dei New York Red Bulls. Il 6 novembre 2007 si dimette dopo tre giorni dall’eliminazione dei playoff della Major League Soccer. Con i newyorkesi ha totalizzato 16 vittorie, 16 pareggi e 10 sconfitte.
Il 18 agosto 2008 subentra sulla panchina dei Los Angeles Galaxy a Jones, che era stato l'allenatore ad interim per una settimana dopo le dimissioni di Ruud Gullit. Alla guida dei californiani vince vari trofei.
Il 22 novembre 2016 riprende le redini della nazionale statunitense dopo l'esonero di Jürgen Klinsmann, reduce da risultati negativi nelle prime partite dell'ultimo girone di qualificazione al Mondiale 2018. Il 29 gennaio 2017 esordisce nell'amichevole contro la Serbia (0-0). Il 25 marzo ottiene il suo secondo successo alla guida della nazionale, battendo per 6-0 l'Honduras in una sfida valevole per le qualificazioni al mondiale.
Nella Gold Cup 2017 guida i suoi al primo posto nel girone, ottenendo l'accesso alla fase ad eliminazione diretta, in cui batte per 2-0 El Salvador ai quarti di finale e per 2-0 in semifinale la Costa Rica. Il 26 luglio vince il titolo continentale, battendo per 2-1 in finale la Giamaica.
Sotto la sua guida gli americani risalgono in classifica nel girone finale a sei squadre valido per la qualificazione al mondiale 2018. Il 10 ottobre 2017 la sconfitta in trasferta contro il Trinidad e Tobago all'ultima giornata, unita alle vittorie in rimonta dell'Honduras contro il Messico e del Panama contro la Costa Rica, costa agli USA l'esclusione dalla fase finale del mondiale, avvenimento che non si verificava da 31 anni. La disfatta causa le dimissioni del tecnico.
Nel maggio del 2019 assume il ruolo di manager e direttore sportivo dei New England Revolution.

## Palmarès

### Club

#### Competizioni nazionali
- Campionato MLS: 5  (record)

D.C. United: 1996, 1997
Los Angeles Galaxy: 2011, 2012, 2014
- MLS Supporters' Shield: 4  (record)

D.C. United: 1997
Los Angeles Galaxy: 2010, 2011
New England Revolution: 2021
- Lamar Hunt U.S. Open Cup: 1

D.C. United: 1996

#### Competizioni internazionali
- CONCACAF Champions' Cup: 1

D.C. United: 1998
- Coppa Interamericana: 1

D.C. United: 1998

### Nazionale
- Gold Cup: 3

Stati Uniti: 2002, 2005, 2017

### Individuale
- Miglior allenatore della Major League Soccer: 4

1997, 2009, 2011, 2021